# Latarnik uliczny

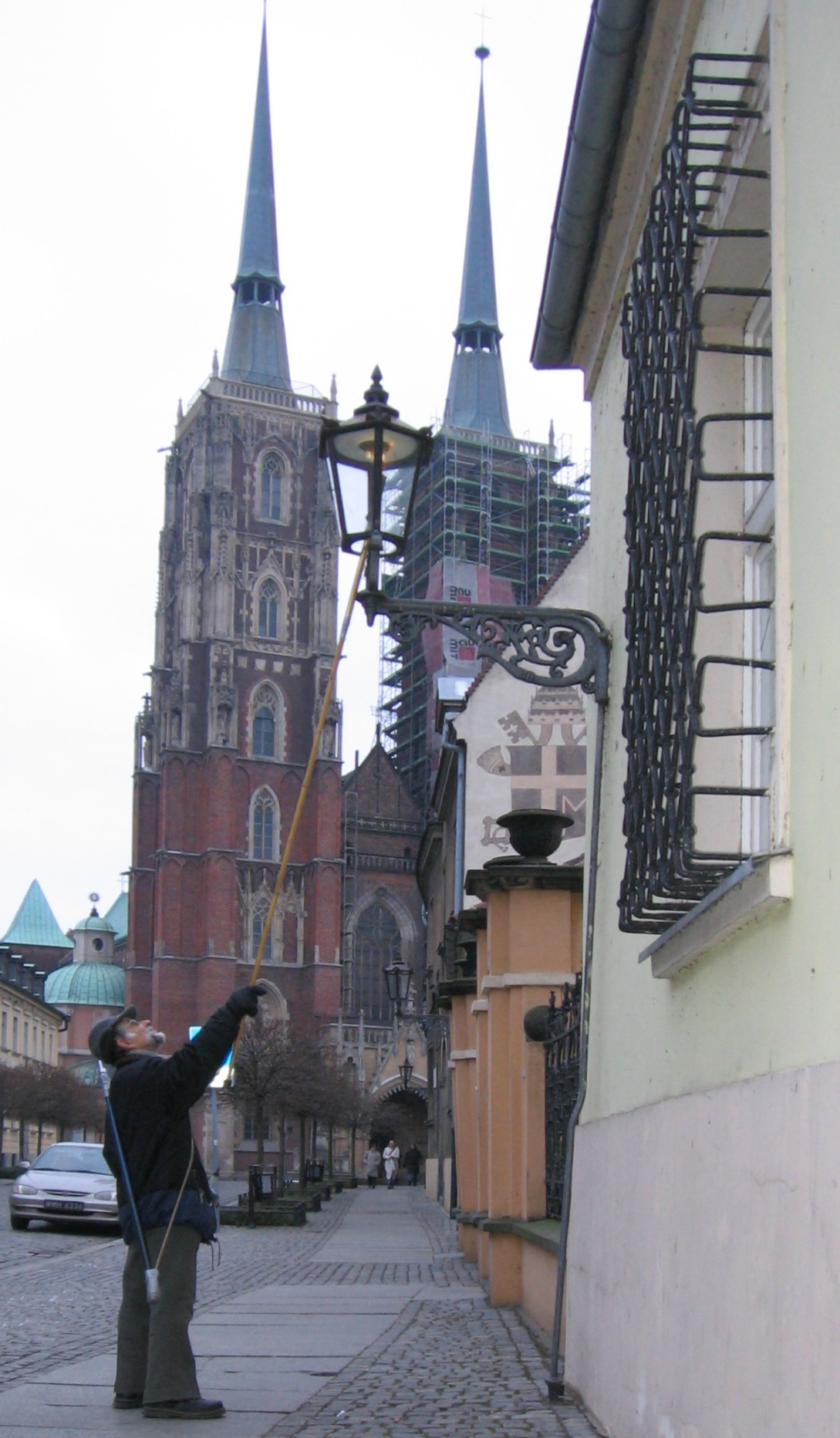
Wrocławski latarnik na Ostrowie Tumskim

Latarnik uliczny, także lampucer (forma żeńska latarniczka uliczna) – osoba codziennie zapalająca o zmierzchu i gasząca o świcie gazowe latarnie uliczne.

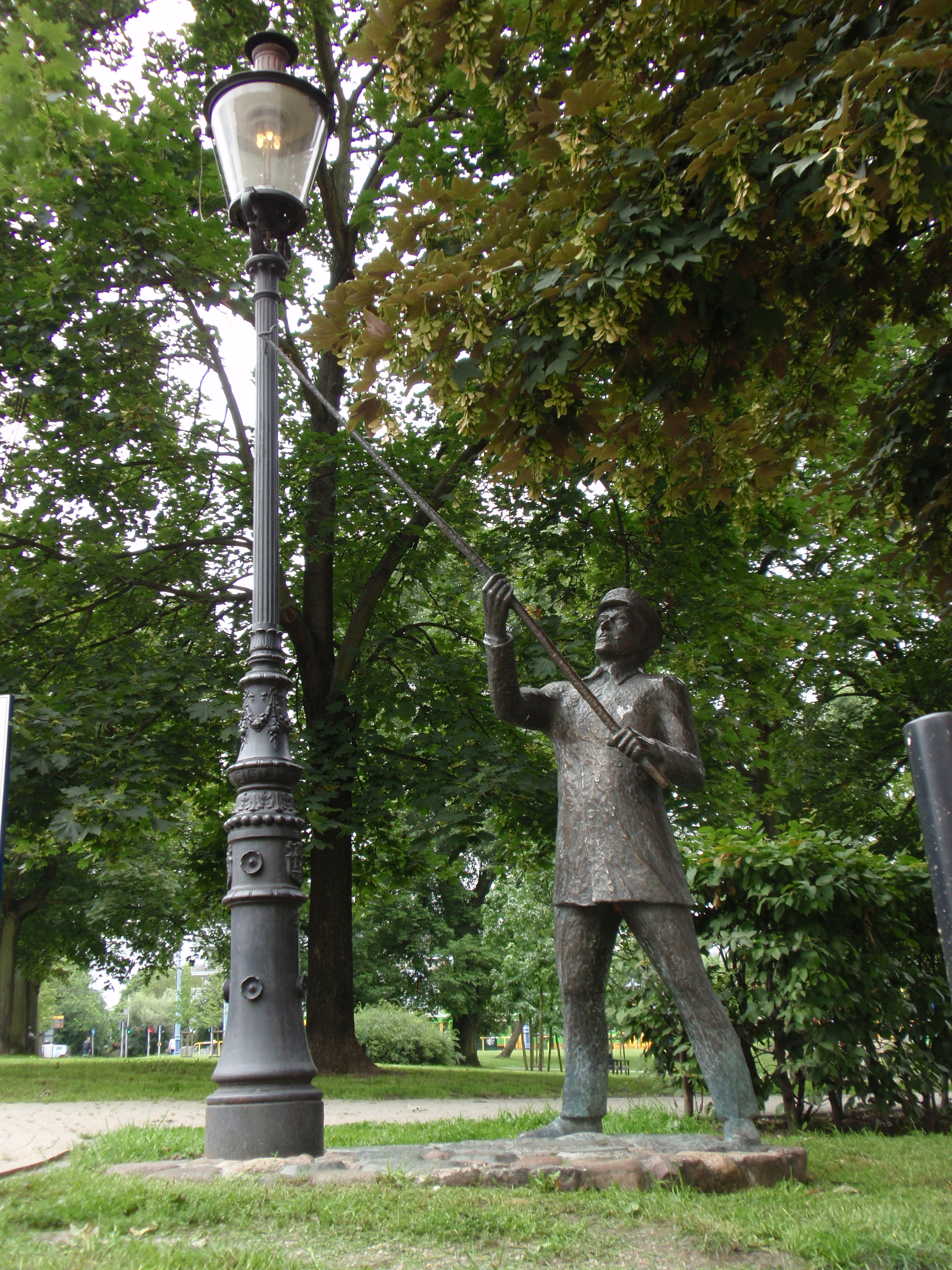
Pomnik Zygi Latarnika na terenie Poznania

## Historia
Zawód latarnika był powszechny od wynalezienia gazowej latarni ulicznej aż do postępu w elektryfikacji. Pod koniec XIX i XX wieku większość miast uliczne lampy gazowe zastąpiła elektrycznymi. Obecnie zawód latarnika używany jest tylko w celach turystycznych. Ostrów Tumski we Wrocławiu jest największym skupiskiem latarni ulicznych w Polsce. Latarnicy wrocławscy zapalają i gaszą tam 102 latarnie dziennie. Na świecie jednym z państw najbardziej kojarzonych z gazowymi latarniami ulicznymi jest Holandia, gdzie ostatni latarnik, który nie pracował w celach turystycznych odszedł na emeryturę w 1957 roku.

## Wykorzystanie artystyczne
Jeden z bohaterów książki autorstwa Antoine de Saint-Exupéry'ego pod tytułem Mały Książę nazywał się Latarnik i mieszkał na jednej z planetoid, które odwiedził Mały Książę. W książce ukazana była jego praca - zapalanie lampy o zmierzchu i gaszenie jej o świcie.